# Work (singel Ciary)
Work (z ang. praca)- kolejny już, trzeci singiel amerykańskiej piosenkarki Ciary z jej nowej płyty Fantasy Ride z gościnnym udziałem Missy Elliott. Historia singla była dość skomplikowana. Na początku wytwórnia płytowa Ciary planowała wydać jako czwarty singiel utwór Turntables, jednak z powodu osobistych problemów Chrisa Browna plany te wycofano, później planowano aby singlem z płyty został utwór Like a Surgeon, jednak i te plany wycofano bo uważano, że płyta potrzebuje mocniejszego i szybszego utworu promującego, potem jeszcze chodziły słuchy iż Ciara wytypowała G is for Girl(A-Z) ale i to jednak się nie udało ponieważ uznano, że to nie jest dobra piosenka. Wtedy zdecydowano, że singlem powinna zostać inna kompozycja i to właśnie Work oficjalnie zostało czwartym singlem z płyty. Piosenka ta została wydana tylko w Europie.